# 2217 Eltigen
2217 Eltigen este un asteroid din centura principală, descoperit pe 26 septembrie 1971 de Tamara Smirnova.